# 去氢木香内酯
去氢木香内酯是一种愈创木烷型倍半萜内酯类化合物，化学式C15H18O2，可见于云木香、闭鞘姜属、牛蒡、雪莲等物种，是云木香的主要活性成分。
去氢木香内酯羰基邻位碳上的亚甲基可以参与反应，得到相应的衍生物。